# Comoara, Teleorman
Comoara este un sat în comuna Drăgănești-Vlașca din județul Teleorman, Muntenia, România. Se află în partea de est a județului,  în Câmpia Găvanu-Burdea, pe malul stâng al văii Leșilor. La recensământul din 2002 avea o populație de 709 locuitori.